# Eburia blancaneaui
Eburia blancaneaui là một loài bọ cánh cứng trong họ Cerambycidae.